# Bushton (Kansas)
Bushton – miasto w Stanach Zjednoczonych, w stanie Kansas, w hrabstwie Rice.